# Sortino
Sortino est une commune italienne d'environ 9 000 habitants située dans la province de Syracuse, dans la région Sicile.

## Géographie
Sortino se trouve dans la haute vallée d'Anapo, à environ 30 kilomètres au nord-ouest de Syracuse et 60 kilomètres de la ville de Catane.

## Histoire
En 1744, le prince de Cassaro, seigneur de Sortino, s'oppose à la cité qui souhaite passer sous l'autorité royale. Son avocat, Carlo di Napoli, obtient gain de cause en arguant de l'égalité du roi et des barons, et donc qu'un domaine féodal ne peut être aliéné au domaine royal.

## Culture
Le village de Sortino est très réputé pour sa cuisine. Notamment pour son miel et ses pizzoli, une sorte de pizza coupée en deux où ils rajoutent toute sorte de garniture généralement accompagnés par du jambon et du fromage italien. Il existe un grand nombre de pizzolo.

## Monuments
Les monuments les plus importants de cette ville sont principalement les églises.
- Église mère de saint Jean apôtre et évangéliste
- Eglise de Sainte Sophie Vierge et Martyr
- Église des Âmes du Purgatoire
- Église de Saint Sebastien
- Église de la Nativité (Monastère de Montevergine - Bénédictines)
- Eglise de Saint François d’Assise
- Église de Saint Pierre
- Église de Saint Antoine
- Église de Saint Joseph
- Couvent des Frères Mineurs Capucins

## Administration
| Période                                  | Période | Identité | Étiquette | Qualité |
| ---------------------------------------- | ------- | -------- | --------- | ------- |
|                                          |         |          |           |         |
| Les données manquantes sont à compléter. |         |          |           |         |

### Communes limitrophes
Carlentini, Cassaro, Ferla, Melilli, Palazzolo Acréide, Priolo Gargallo, Solarino.